# Corgoň Liga 2003/04
De Corgoň Liga 2003/2004 was het elfde seizoen in de hoogste afdeling van het Slowaakse voetbal sinds de vreedzame ontmanteling van Tsjecho-Slowakije. Aan de competitie deden tien clubs mee. Deze begon op 19 juli 2003 en eindigde op 8 juni 2004. Titelverdediger was MŠK Žilina, dat de landstitel andermaal wist te prolongeren. Nieuwkomer FK Dukla Banská Bystrica wist zich te handhaven en eindigde op de tweede plaats in de eindrangschikking, terwijl het roemrijke ŠK Slovan Bratislava degradeerde naar de 1. slovenská futbalová liga.

## Uitslagen
|                       | ART     | DBB     | BRA     | TRE     | PÚC     | RUŽ     | SLO     | TRN     | ZTS     | ŽIL     |
| --------------------- | ------- | ------- | ------- | ------- | ------- | ------- | ------- | ------- | ------- | ------- |
| Artmedia Petrzalka    |         | 0–0 0–0 | 3–0 3–0 | 1–0 1–1 | 3–0 3–0 | 2–1 2–3 | 1–1 1–1 | 2–2 0–2 | 2–0 1–1 | 1–3 0–3 |
| Dukla Banská Bystrica | 5–2 1–0 |         | 0–0 2–1 | 5–0 2–2 | 3–0 4–0 | 4–2 2–1 | 1–0 1–1 | 3–0 6–0 | 2–0 3–2 | 0–0 0–0 |
| Inter Bratislava      | 2–0 0–0 | 1–2 1–2 |         | 4–1 1–0 | 3–3 1–0 | 0–1 1–1 | 0–0 3–1 | 0–1 1–0 | 0–0 1–0 | 2–1 1–1 |
| Laugaricio Trencín    | 0–0 2–3 | 1–1 1–1 | 0–1 2–0 |         | 1–0 0–0 | 3–1 1–1 | 2–1 1–0 | 0–1 3–0 | 2–0 1–0 | 2–0 1–0 |
| Matador Púchov        | 1–1 1–1 | 0–1 0–0 | 0–3 4–2 | 2–0 1–0 |         | 3–1 1–0 | 1–0 1–1 | 3–0 0–1 | 3–1 1–1 | 1–2 0–4 |
| MFK Ružomberok        | 2–1 2–1 | 2–0 1–1 | 2–0 3–0 | 3–1 0–0 | 2–1 3–0 |         | 0–0 2–1 | 2–2 1–1 | 3–3 0–1 | 1–4 0–3 |
| Slovan Bratislava     | 1–1 1–2 | 0–0 2–3 | 1–0 1–3 | 1–3 2–0 | 0–1 2–0 | 2–1 1–2 |         | 0–4 0–1 | 2–0 1–4 | 2–1 2–3 |
| Spartak Trnava        | 0–1 1–0 | 4–0 1–1 | 2–0 1–3 | 0–1 3–1 | 2–1 1–1 | 1–1 1–0 | 5–3 2–2 |         | 0–1 3–0 | 0–0 2–1 |
| ZTS Dubnica           | 2–1 2–0 | 2–0 3–0 | 0–0 2–0 | 1–3 0–0 | 3–1 1–2 | 2–3 0–1 | 0–0 4–1 | 2–1 1–0 |         | 1–1 0–0 |
| MŠK Žilina            | 2–2 1–1 | 4–2 2–0 | 2–2 2–1 | 3–1 3–0 | 1–1 2–0 | 0–3 1–1 | 3–3 1–0 | 3–0 2–1 | 0–0 3–1 |         |

## Eindstand
| №  | Club                          | WG | W  | G  | V  | DV | DT | +/– | Punten |
| -- | ----------------------------- | -- | -- | -- | -- | -- | -- | --- | ------ |
|    | MŠK Žilina                    | 36 | 17 | 13 | 6  | 62 | 35 | +27 | 64     |
| 2  | FK Dukla Banská Bystrica      | 36 | 17 | 13 | 6  | 58 | 36 | +22 | 64     |
| 3  | MFK Ružomberok                | 36 | 15 | 10 | 11 | 53 | 47 | +6  | 55     |
| 4  | FC Spartak Trnava             | 36 | 15 | 8  | 13 | 46 | 46 | 0   | 53     |
| 5  | AS Trenčín                    | 36 | 13 | 9  | 14 | 37 | 43 | –6  | 48     |
| 6  | FK ZTS Dubnica                | 36 | 12 | 10 | 14 | 41 | 42 | –1  | 46     |
| 7  | ASK Inter Slovnaft Bratislava | 36 | 12 | 9  | 15 | 38 | 44 | –6  | 45     |
| 8  | FC Artmedia Petržalka         | 36 | 10 | 14 | 12 | 43 | 44 | –1  | 44     |
| 9  | FK Matador Púchov             | 36 | 10 | 9  | 17 | 34 | 54 | –20 | 39     |
| 10 | ŠK Slovan Bratislava          | 36 | 6  | 11 | 19 | 37 | 58 | –21 | 29     |

|  | Geplaatst voor de voorronde van de UEFA Champions League 2004/05 |
|  | Geplaatst voor de voorronde van de UEFA Cup 2004/05              |
|  | Geplaatst voor de UEFA Intertoto Cup 2004                        |
|  | Gedegradeerd naar de 1. slovenská futbalová liga                 |

## Statistieken

### Topscorers
- In onderstaand overzicht zijn alleen de spelers opgenomen met tien of meer treffers achter hun naam.

| № | Naam            | Club                     | Goals | Pen. | Duels | Gem. |
| - | --------------- | ------------------------ | ----- | ---- | ----- | ---- |
| 1 | Roland Števko   | MFK Ružomberok           | 22    |      |       |      |
| 2 | Marek Krejčí    | FC Artmedia Petržalka    | 15    |      |       |      |
| 2 | Róbert Semeník  | FK Dukla Banská Bystrica | 15    |      |       |      |
| 4 | Juraj Dovičovič | FK ZTS Dubnica           | 13    |      |       |      |
| 5 | Marek Bažík     | MŠK Žilina               | 11    |      |       |      |
| 5 | Miroslav Kriss  | FC Spartak Trnava        | 11    |      |       |      |
| 7 | Vladimír Kožuch | Spartak Trnava           | 10    |      |       |      |
| 7 | Michal Gottwald | MŠK Žilina               | 10    |      |       |      |
| 7 | Dušan Sninský   | MŠK Žilina               | 10    |      |       |      |
| 7 | Martin Jakubko  | FK Dukla Banská Bystrica | 10    |      |       |      |

### Toeschouwers
| №      | Club                     | Totaal  | Duels | Gem   | +/–     | Record |
| ------ | ------------------------ | ------- | ----- | ----- | ------- | ------ |
| 1      | FK Dukla Banská Bystrica |         | 18    | 5.433 | +270,7% | 8.122  |
| 2      | FC Spartak Trnava        |         | 18    | 4.725 | –5,7%   | 10.032 |
| 3      | FC Artmedia Petrzalka    |         | 18    | 3.779 | 0,0%    | 8.530  |
| 4      | ZTS Dubnica              |         | 18    | 3.433 | –4,8%   | 6.800  |
| 5      | MŠK Žilina               |         | 18    | 3.394 | –20,8%  | 5.683  |
| 6      | MFK Ruzomberok           |         | 18    | 3.270 | +24,3%  | 4.240  |
| 7      | FK Matador Púchov        |         | 18    | 2.333 | –7,6%   | 4.329  |
| 8      | SK Slovan Bratislava     |         | 18    | 1.986 | –44,8%  | 2.800  |
| 9      | AS Trencin               |         | 18    | 1.915 | –30,9%  | 4.267  |
| 10     | ASK Inter Bratislava     |         | 18    | 1.404 | –2,5%   | 2.652  |
| Totaal | Totaal                   | 570.060 | 180   | 3.167 | –5,7%   | 10.032 |